# Åsa Regnér
Åsa Charlotte Regnér, nata Pettersson (Malmberget, 26 agosto 1964), è una politica svedese, ministro della Gioventù, della Vecchiaia e delle Pari Opportunità nel governo Löfven I.

## Biografia
Nata nella Contea di Norrbotten, la Regnér studiò all'Università di Stoccolma e successivamente lavorò come sindacalista.
Membro del Partito Socialdemocratico dei Lavoratori di Svezia, fu impiegata come funzionaria presso il Ministero dell'Occupazione e il Ministero della Giustizia. Successivamente fu presidente dell'Associazione svedese per l'educazione sessuale e lavorò in Bolivia per conto dell'Ente delle Nazioni Unite per l'uguaglianza di genere e l'empowerment femminile, finché nel 2014 venne nominata da Stefan Löfven titolare del Ministero della Gioventù e della Vecchiaia oltre che del Ministero delle Pari Opportunità.
Dopo il divorzio dall'economista Håkan Regnér, Åsa Regnér ha avuto una relazione con Per Cedell, con il quale ha avuto due figli.